# Ансфрид (герцог Фриуля)
Ансфрид (Ансфрит; лат. Ansfrid, Ansfrit; вторая половина VII века) — герцог Фриуля в 690-х годах.

## Биография
Единственным повествующим о герцоге Ансфриде нарративным источником является «История лангобардов» Павла Диакона.
О происхождении Ансфрида ничего не известно. Согласно Павлу Диакону, в 690-х годах Ансфрид, имевший должность гастальда каструма Ревний (современная Рагонья), воспользовался отсутствием в Чивидале-дель-Фриули герцога Радоальда и захватил власть над Фриульским герцогством. Радоальд бежал сначала в византийские владения, а затем в столицу Лангобардского королевства, город Павию. Здесь свергнутый герцог попытался получить поддержку у короля Куниперта, но, вероятно, его просьбы остались без внимания. О причинах такой бездеятельности лангобардского монарха исторические источники ничего не сообщают.
Однако Ансфрид не собирался ограничиваться получением власти над Фриульским герцогством и объявил о своих притязаниях и на королевский титул. С набранным им войском Ансфрид дошёл до Вероны, но был там арестован своими противниками и доставлен к Куниперту. По приказу короля лангобардов Ансфрид был ослеплён и отправлен в ссылку. По одним данным, это произошло в первой половине 690-х годов, по другим, незадолго до смерти короля Куниперта, скончавшегося в 700 году.
О дальнейшей судьбе Ансфрида никаких сведений не сохранилось. Королём Кунипертом новым фриульским герцогом был назначен Адо, брат Радоальда.